# Paul-Louis Tenaillon
Paul-Louis Tenaillon est un homme politique français né le 14 février 1921 à Vélizy, et mort le 18 août 2012 à Versailles.

## Biographie
Député de la Troisième circonscription des Yvelines (communes de la Celle-Saint-Cloud, Le Chesnay et Saint-Nom-la-Bretèche) de 1988 à 1997, il est en parallèle président du conseil général des Yvelines de 1977 à 1994.
Paul-Louis Tenaillon est membre émérite de l'Académie des Sciences morales, des Lettres et des Arts de Versailles.
Il meurt à 91 ans le 18 août 2012 à Versailles. Ses obsèques sont célébrées le 24 août à Versailles.